# Limans
Limans är en kommun i departementet Alpes-de-Haute-Provence i regionen Provence-Alpes-Côte d'Azur i sydöstra Frankrike. Kommunen ligger  i kantonen Forcalquier som ligger i arrondissementet Forcalquier. År 2022 hade Limans 387 invånare.

## Befolkningsutveckling
Antalet invånare i kommunen Limans
Referens: INSEE